# Финал Суперкубка Испании по футболу 2024
Финал Суперкубка Испании по футболу 2024 — финальный поединок розыгрыша Суперкубка Испании сезона 2023/24, в котором встретились «Реал Мадрид» и «Барселона». Матч состоялся 14 января 2024 года.

## Путь к финалу
| Реал Мадрид     | Реал Мадрид    | Стадия                     | Барселона | Барселона |
| --------------- | -------------- | -------------------------- | --------- | --------- |
| Соперник        | Результат      | Суперкубок Испании 2023/24 | Соперник  | Результат |
| Атлетико Мадрид | 5:3 (доп. вр.) | Полуфинал                  | Осасуна   | 2:0       |

## Матч
| Реал Мадрид                                       | 4:1 | Барселона                     |
| ------------------------------------------------- | --- | ----------------------------- |
| Винисиус Жуниор 7′, 10′, 39′ (пен.) · Родриго 64′ |     | Левандовский 33′ · Араухо 71' |

| Реал Мадрид | Барселона |